# Суватель
Сувате́ль — река в России, протекает в Тосненском районе Ленинградской области. Устье реки находится в 5 км по правому берегу реки Пяльи, исток — западнее деревни Георгиевское. Длина реки составляет 10 км.

## Данные водного реестра
По данным государственного водного реестра России, относится к Балтийскому бассейновому округу, водохозяйственный участок реки — Нева, речной подбассейн реки — Нева.
Код объекта в государственном водном реестре — 01040300312102000008845.